# Quispe Sisa
Quispe Sisa (n. Imperio incaico, 1518 – f. Virreinato del Perú, 1559), bautizada como Inés Huaylas Yupanqui, fue una ñusta ("princesa inca") y un personaje destacado en la Conquista del Perú.

## Biografía

### De princesa a concubina
Quispe Sisa era la hija del Sapa Inca Huayna Cápac y de su esposa secundaria Contarhuacho, la curaca de Hananhuaylas. Fue criada en el Cusco hasta la muerte de su padre cerca de 1527, año en que fue a vivir con su madre al pueblo de Tocash, Áncash. Sin embargo, autores ecuatorianos afirmaban que fue hija de Paccha Duchicela, Shyri XVI del Reino de Quito.

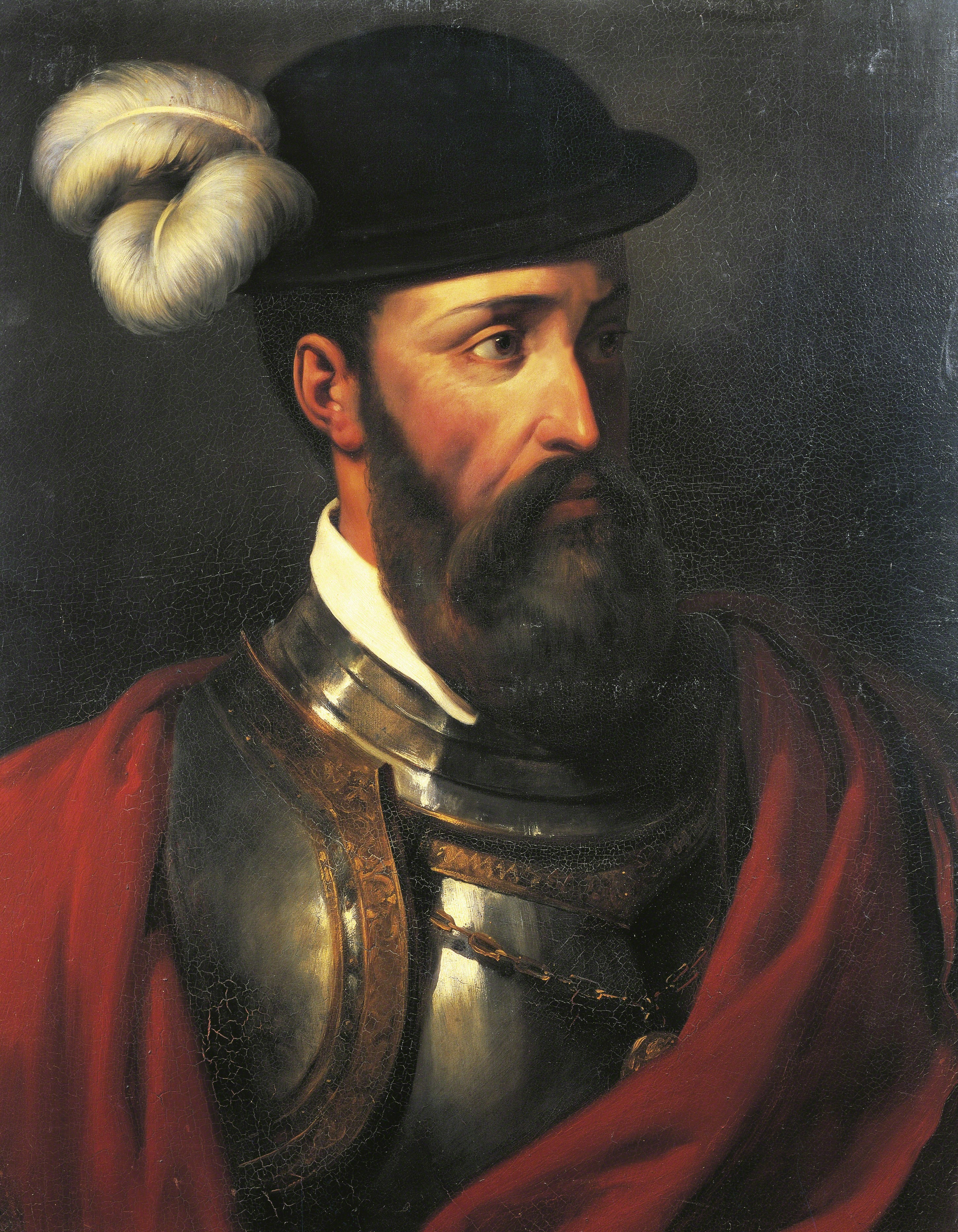
Francisco Pizarro, primer esposo de Inés Huaylas Yupanqui.

Quispe Sisa contaba con 18 años cuando fue llevada a Cajamarca, por órdenes de su medio hermano Atahualpa, quien se encontraba como prisionero por Francisco Pizarro, y fue ofrecida como esposa a este para congraciarse con él y ver si así obtenía su libertad, con las siguientes palabras:

Cata ay mi hermana, hija de mi padre, que la quiero mucho.
Testimonio del veedor Salcedo

Según la Crónica de J. Antonio del Busto, Quispe Sisa fue bautizada por el rito cristiano, donde se le impuso el nombre de Inés, en recuerdo de una cuñada de Pizarro llamada Inés Muñoz. El apellido Huaylas se le dio por ser el lugar de donde procedía esta ñusta. El viejo conquistador llamaba Pizpita a la muchacha, quien se sentaba a la mesa con los otros conquistadores y era presentada como su esposa. Fruto de su matrimonio (por el rito inca), nació en diciembre de 1534, en Jauja, su hija primogénita, Francisca Pizarro Huaylas Yupanqui, la «primera mestiza» del Perú. A finales del año siguiente, tuvieron otro hijo, Gonzalo Pizarro Huaylas Yupanqui, que murió niño, en 1544. Estos dos hijos fueron reconocidos como legítimos por Real Cédula, dada en Monzón, Huesca, el 12 de octubre de 1537, por parte del rey Carlos I.

### La ñusta rebelde
Cuando Manco Inca se subleva en el Cuzco en 1536, los hananhuaylas, bajo el mando directo de Contarhuacho, formaron parte de las huestes nativas que apoyaron a los europeos durante el Cerco de Lima contra los incas rebeldes comandados por Quizu Yupanqui, en gran parte por los lazos matrimoniales que unían a su hija con Pizarro. Ese mismo año, Inés acusó a su media hermana "Juana" Azarpay de trabajar para los rebeldes, consiguiendo que Pizarro la hiciese ejecutar al momento. Sin embargo, con la confianza del conquistador minada por sospechas de que Azarpay había sido falsamente acusada por celos y rivalidades, la propia Quispe Sisa fue acusada de proporcionar información a los incas, y de haber querido huir con cofres llenos de oro y plata junto a sus dos hijos.  
A raíz de la rebelión de Quispe Sisa surgen desavenencias en su matrimonio, lo que les llevó a la separación. Pizarro se casó nuevamente, esta vez con Angelina Yupanqui, una prima de Quispe Sisa y la viuda de Atahualpa. De este segundo matrimonio nació el tercer hijo de Pizarro, llamado Francisco Pizarro Yupanqui. A la muerte de Pizarro en 1541, en el testamento no menciona a Quispe Sisa, sin embargo sí a sus hijos habidos con ella. Por su parte, en 1538, Quispe Sisa contrajo segundas nupcias tanto por el rito inca como por el rito religioso cristiano con Francisco de Ampuero, secretario del conquistador, con el cual tuvo tres hijos: Martín Alonso, María Ana Isabel Josefa y Francisco. Sin embargo, su matrimonio con Ampuero distaba de ser apacible; en febrero de 1547, Quispe Sisa se vio involucrada en un caso de hechicería, donde se mencionaba haber tratado de atentar contra la salud de su esposo mediante los servicios de dos hechiceros, acusándole de abusar de ella. Su matrimonio seguiría durante doce años más hasta la muerte de ella, antes que su marido. 

## Matrimonio y descendencia
De su matrimonio con Francisco Pizarro tuvo dos hijos:
- Francisca Pizarro Huaylas Yupanqui, quien se casó con su tío Hernando Pizarro.
- Gonzalo Pizarro Huaylas Yupanqui, murió a los 11 años.

De su matrimonio con Francisco de Ampuero, tuvo tres hijos:
- Martín Alonso de Ampuero y Huaylas Yupanqui (1538), capitán.
- María Ana Isabel Josefa de Ampuero y Huaylas Yupanqui (1540).
- Francisco de Ampuero y Huaylas Yupanqui (1541).

## Historia de la descendencia de Quispe Sisa
Su primera hija, Francisca Pizarro Huaylas Yupanqui, fue enviada a España al morir su padre en 1541, por su padrastro Francisco de Ampuero y se casó en Medina del Campo, Valladolid, con su tío Hernando Pizarro, de avanzada edad, que en esos momentos estaba preso en el Castillo de la Mota, de Medina del Campo.
De los hijos que tuvo de su segundo matrimonio, la nieta del primogénito, Martín Alonso de Ampuero y Huaylas Yupanqui, fue Ana de Ampuero Barba y Sotomayor, quien se casó con el rico hacendado Francisco de Valverde y Contreras-Ulloa. En la descendencia de esta pareja se unió la sangre de los Incas con la de los hermanos Valverde, uno de los cuales, Vicente Valverde, protagonizó el famoso incidente de la biblia entregada a Atahualpa, y posteriormente fue el primer obispo del Cusco. Entre ella cabe destacar:
En el Perú:
- Manuel de Valverde de Ampuero y de las Infantas, casado con la heredera del condado de Villaminaya, que fue propuesto como jefe de una restaurada monarquía incaica durante el alzamiento cusqueño de 1805 por ser descendiente de Quispe Sisa, Esta revolución independentista del Bajo Perú fue patrocinada, entre otros por Manuel Ubalde y Gabriel Aguilar.
- Josefa Francisca Valverde Ampuero y Costilla, condesa consorte de las Lagunas, que participó activamente en la política que dio lugar a la independencia de Perú en 1821, ya que su esposo Simón Ontañón, II conde de las Lagunas, firmó junto al general José de San Martín el Acta de Independencia del Perú, el 15 de julio de 1821.
- Fernando de Trazegnies Granda, VI conde de las Lagunas, marqués de Torrebermeja, historiador y excanciller del Perú.

En República Dominicana:
- José Desiderio Valverde, presidente de la República Dominicana, (1857).

En España:
- Pablo Costilla y Valverde, marqués de San Juan de Buenavista.
- Constanza Costilla Valverde y Cartagena, marquesa de Rocafuerte.

Por otro lado, María Ana Isabel Josefa de Ampuero y Huaylas Yupanqui había contraído nupcias con su primo Juan de Avendaño y Azurpay, hijo a su vez del conquistador Diego de Avendaño, caballero de la Orden de Santiago y de su esposa, la ñusta Juana Azurpay, media hermana de Quispe Sisa. La tataranieta de ambos, María Josefa de Peñaranda Rengifo de Avendaño y Salgado, se casó con el último alférez real del cabildo de La Paz. Entre la descendencia de esta unión cabe destacar:
En Bolivia:
- Pedro José Domingo de Guerra y Sánchez de Bustamante, presidente de Bolivia, (1879), notable figura del siglo XIX.
- José Gutiérrez Guerra, presidente de Bolivia, (1917-20), nieto del anterior, conocido en la historia como El último oligarca.

## En la literatura
- Es la protagonista de la novela histórica Inés Huaylas Yupanqui. Una estrella entre dos mundos de Roberto Rosario.[5]
- Es un personaje recurrente de la novela histórica "Francisca, Princesa del Perú" (Penguin Random House, 2023) de Alonso Cueto.

### Nota
De Quispe Sisa, solo existe un retrato, en forma de busto, en la ornamentación de la fachada del Palacio de la Conquista, en Trujillo, Cáceres, porque así lo quiso su hija primogénita, Francisca Pizarro Huaylas Yupanqui, al mandarlo a construir. Tambien existe una efigie de ella en la plaza principal de Jauja, su lugar de nacimiento.